# Малиницька сільська рада
Мали́ницька сільська́ ра́да — ліквідована адміністративно-територіальна одиниця та орган місцевого самоврядування у Хмельницькому районі Хмельницької області. Адміністративний центр — село Малиничі.

## Загальні відомості
- Територія ради: 29,96 км²
- Населення ради: 1558 осіб (станом на 2001 рік)
- Територією ради протікає річка Кудрянка

## Населені пункти
Сільській раді підпорядковані населені пункти:
- с. Малиничі
- с. Кудринці
- с. Рижулинці

## Склад ради
Рада складалася з 14 депутатів та голови.
- Голова ради: Маренок Микола Семенович
- Секретар ради: Бойко Раїса Олександрівна

### Керівний склад попередніх скликань
| Прізвище, ім'я, по батькові | Основні відомості                                                                                  | Дата обрання | Дата звільнення |
| --------------------------- | -------------------------------------------------------------------------------------------------- | ------------ | --------------- |
| Маренок Микола Семенович    | Сільський голова, 1957 року народження, освіта вища, член Всеукраїнського об'єднання «Батьківщина» | 26.03.2006   | 31.10.2010      |
| Маренок Микола Семенович    | Сільський голова, 1957 року народження, освіта вища, безпартійний                                  | 31.10.2010   |                 |

Примітка: таблиця складена за даними сайту Верховної Ради України

### Депутати
За результатами місцевих виборів 2010 року депутатами ради стали:

#### За суб'єктами висування
| Суб'єкт висування | Кількість обраних депутатів | %   |
| ----------------- | --------------------------- | --- |
| Самовисування     | 16                          | 100 |

#### За округами
| № округу | Прізвище, ім'я, по батькові   | Дата визнання обраним | Освіта             | Партійна приналежність                        | Відомості про обраного депутата                    |
| -------- | ----------------------------- | --------------------- | ------------------ | --------------------------------------------- | -------------------------------------------------- |
| 1        | Габрова Анжела Броніславівна  | 02.11.2010            | вища               | член Всеукраїнського об'єднання «Батьківщина» | приватний підприємець                              |
| 2        | Жуковська Людмила Іванівна    | 02.11.2010            | середня спеціальна | позапартійна                                  | Малиницька сільська рада, головний бухгалтер       |
| 3        | Марушка Тамара Миколаївна     | 02.11.2010            | середня спеціальна | член Партії регіонів                          | Малиниць-ка сільська рада, діловод-касир           |
| 4        | Баламут Юрій Анатолійович     | 02.11.2010            | вища               | член Єдиного Центру                           | приватний підприємець                              |
| 5        | Заєнц Альбіна Альбінівна      | 02.11.2010            | вища               | позапартійна                                  | Малиницький НВК, вчитель                           |
| 6        | Белкот Оксана Францівна       | 02.11.2010            | середня спеціальна | член Народної партії                          | ТОВ «Хутір», виконавчий директор                   |
| 7        | Терехова Інна Володимирівна   | 02.11.2010            | вища               | член Народної партії                          | приватний підприємець                              |
| 8        | Яцков Олександр Петрович      | 02.11.2010            | вища               | позапартійний                                 | СТОВ «Хорост-Поділля», інженер з ТБ                |
| 9        | Бойко Раїса Олександрівна     | 02.11.2010            | середня спеціальна | позапартійна                                  | Малиниць-ка сільська рада, секретар ради           |
| 10       | Зелена Ніна Іванівна          | 02.11.2010            | середня спеціальна | позапартійна                                  | Хмельницький РайСТ, продавець                      |
| 11       | Мазур Ліна Петрівна           | 02.11.2010            | середня спеціальна | позапартійна                                  | СТОВ «Хорост-Поділля», різноробоча                 |
| 12       | Полець Віра Петрівна          | 02.11.2010            | середня спеціальна | позапартійна                                  | Рижулинецька бібліотека, завідувачка               |
| 13       | Мазур Петро Йосипович         | 02.11.2010            | середня            | позапартійний                                 | Рижулинецький клуб, завідувач                      |
| 14       | Остапов Василь Степанович     | 02.11.2010            | середня            | член Єдиного Центру                           | приватний підприємець                              |
| 15       | Гуцуляк Олександр Васильович  | 02.11.2010            | вища               | позапартійний                                 | Хмельницький РВ УМВС, старший дільничний інспектор |
| 16       | Михайлова Ірина Олександрівна | 02.11.2010            | вища               | позапартійна                                  | Кудринецька загальноосвітня школа, вчитель         |